# Teresa Flores
Teresa Flores (Iquique, 4 de enero de 1890-Santiago, 5 de octubre de 1952), conocida como "Compañerita", fue una dirigente sindical chilena, feminista y posteriormente miembro y fundadora del Partido Obrero Socialista y luego del Partido Comunista.

## Trayectoria
Era hija de María Flores y López, de oficio costurera. En el acta de nacimiento no se menciona a su padre.  Existe poca información sobre Teresa, al parecer permaneció en la ciudad de Iquique, hasta que conoció a Luis Emilio Recabarren. En 1912 es la única mujer incluida entre los fundadores del Partido Obrero socialista en Iquique.
Se relacionó con la reconocida activista anticlerical y anarquista Belén de Sárraga, quien visitó Chile en 1913 y dictó ocho conferencias en diferentes oficinas salitreras.
Tras la partida de Sárraga, la creación del "Centro Anticlerical y de Libre Pensamiento Belén de Sárraga", en Iquique, tras crearse uno en Antofagasta. Con ese objetivo, en abril de 1913 escribió en El Despertar:
“Permítanme que desde las columnas de nuestro periódico haga saber a las lectoras de Iquique que en el vecino puerto de Antofagasta se ha organizado el viernes último un centro de mujeres libres pensadoras que tomó por nombre “Belén de Sárraga” en recuerdo y homenaje a la valiente mujer que por predicar la liberación de la conciencia, ha recibido el grosero y abyecto ataque del clero (...). Invito a mis amigas y compañeras de ideas a organizar aquí en Iquique un centro análogo al de Antofagasta (...) Me permito invitar mujeres de todas las edades que quieran adherirse a esta idea que concurran a nuestro local a firmar un acta de adhesión a esta obra, a fin de realizar una reunión en cuanto haya unas veinte o más firmas” (El Despertar, Iquique, 10 de abril de 1913).
En ese Centro, Teresa Flores se desempeñó como secretaria y posteriormente como presidenta. Los centros se expandieron por las oficinas salitreras y ciudades como Antofagasta y Valparaíso; tenían como temas de trabajo: la poesía antialcohólica, la necesidad de las ideas modernas en la educación infantil, composición anticlerical, religión y moral, el crimen del alcoholismo.
La Primera Conferencia se realizó el 17 de mayo de 1913, en el local del periódico El Despertar. Su temario proponía la creación de Consejo Federales femeninos, dentro de la Federación Obrera de Chile (FOCH) 
Organizó junto a otras mujeres los comités de dueñas de casas “Trabajábamos en los sindicatos, allí nació la más brillante propuesta femenina de esos años: La huelga de las cocinas apagadas”. La falta de víveres, la presencia de gorgojos, harina contaminada, entre otras miserias, eran razones suficientes para que las mujeres se organizaran para volcar las ollas, apagaran las cocinas y se negaran a cocinar, obligando a los hombres a ir al paro. Si alguien intentaba encender las cocinas las apagaban echando agua por las chimeneas. Reunidas en los sindicatos esperaban a los hombres, quienes al encontrar las casas vacías y nada para comer, partían a los sindicatos donde se realizaba la asamblea y los petitorios para empezar la huelga. 
En 1922, Teresa Flores pasó a integrar la Junta Ejecutiva Federal, la máxima instancia de poder en la FOCH.
Fue pareja de Luis Emilio Recabarren desde 1912 (quizás antes) hasta la muerte de éste en 1924.
Cerca de 1932, vivía en Maipú junto a su pareja, Tomás Conelli, antiguo dirigente comunista y estrecho colaborador de Recabarren.
La imagen de Teresa Flores quedó grabada en la película que registró Los funerales de Recabarren, de la cual se conservan algunos minutos.
El nombre de Teresa Flores es reconocido por agrupaciones feministas que reviven y conmemoran la lucha de la primera dirigente sindical en Chile.